# Paz Vega
Paz Campos Trigo (Sevilla, 2 de gener de 1976), coneguda artísticament com a Paz Vega, és una actriu espanyola que actualment viu a Los Angeles (Estats Units).

## Biografia
Filla d'una mestressa de casa i un torer, el seu verdader nom és Paz Campos Trigo, encara que com a nom artístic utilitza el cognom de la seua àvia. Començà els estudis de Ciències de la Informació, però decidí abandonar-los i traslladar-se a Madrid per a dedicar-se a la interpretació.
Els seus primers treballs els aconseguix en sèries de televisió com Más que amigos, Compañeros o 7 vidas.
El seu primer paper important al cinema és el de Lucía en Lucía y el sexo (2001) de Julio Medem.
L'any 2002 es va casar amb Orson Salazar, amb qui té dos fills (Orson i Lenon) i una filla (Ava).

## Filmografia
| Any  | Pel·lícula                                           | Personatge           |
| ---- | ---------------------------------------------------- | -------------------- |
| 1997 | Más allá del jardín                                  |                      |
| 1998 | Perdón, perdón                                       | María                |
| 1999 | Zapping                                              | Elvira               |
| 1999 | Sobreviviré                                          | Hostessa de vol      |
| 2000 | Nadie conoce a nadie                                 | Ariadna              |
| 2000 | El chico en la puerta                                |                      |
| 2001 | Lucía y el sexo                                      | Lucía                |
| 2001 | Sólo mía                                             | Ángela               |
| 2002 | Hable con ella                                       | Amparo               |
| 2002 | El otro lado de la cama                              | Sonia                |
| 2002 | Novo                                                 | Isabelle             |
| 2003 | Carmen                                               | Carmen               |
| 2004 | Di que sí                                            | Estrella Cuevas      |
| 2004 | Spanglish                                            | Flor Moreno          |
| 2006 | Dona'm deu raons                                     | Scarlet              |
| 2006 | Los Borgia                                           | Caterina Sforza      |
| 2006 | Fade to Black                                        | Lea Padovani         |
| 2007 | Teresa, el cuerpo de Cristo                          | Teresa de Jesús      |
| 2007 | El destí de la Nunik                                 | Nunik                |
| 2008 | The Human Contract                                   | Michael              |
| 2008 | The Spirit                                           | Guix                 |
| 2009 | Not Forgotten                                        | Amaya                |
| 2009 | The Six Wives of Henry Lefay                         | Veronica             |
| 2009 | Triage                                               | Elena Morales        |
| 2009 | Wanted: Weapons of Fate                              | Araña                |
| 2010 | Burning Palms                                        | Blanca Juárez        |
| 2010 | Vallanzasca - Gli angeli del male                    | Antonella D'Agostino |
| 2010 | Don Mendo Rock ¿La venganza?                         | Lola                 |
| 2011 | Cat Run                                              | Catalina Rona        |
| 2012 | Maria di Nazaret (Tv Movie)                          | Maria Magdalena      |
| 2012 | Le mille e una notte: Aladino e Sherazade (Tv Movie) | Namuna               |
| 2013 | Espectro                                             |                      |
| 2013 | Los amantes pasajeros                                | Alba                 |
| 2014 | Gràcia de Mònaco                                     | Maria Callas         |
| 2014 | Matar el missatger                                   | Coral Baca           |
| 2019 | Rambo: Last Blood                                    | Carmen Delgado       |
| 2019 | ¡Ay, mi madre!                                       | Pili                 |